# Hospital Quirónsalud Huelva
El Hospital Quirónsalud Huelva es un hospital privado situado en el municipio español de Huelva, en la provincia de Huelva. Actualmente pertenece al grupo Quirónsalud

## Historia
El hospital abrió el 15 de julio de 2013 con la denominación Hospital Costa de la Luz. En 2017 se realizó una ampliación de las instalaciones y en 2018 fue adquirido por Quirónsalud, que cambió su denominación a Hospital Quirónsalud Huelva.